# Вирц, Мари-Анж
Мари-Анж Вирц (фр. Marie-Ange Wirtz; род. 7 марта 1963) — сейшельская легкоатлетка, выступавшая в беге на короткие дистанции и прыжках в длину. Участница летних Олимпийских игр 1984 года.

## Биография
Мари-Анж Вирц родилась 7 марта 1963 года.
В 1983 году участвовала в чемпионате мира по лёгкой атлетике в Хельсинки. В беге на 200 метров выбыла в квалификации с результатом 26,13 секунды. В прыжках в длину также не преодолела отбор с результатом 5,20 метра.
В 1984 году вошла в состав сборной Сейшельских Островов на летних Олимпийских играх в Лос-Анджелесе. В беге на 100 метров заняла в забеге 1/8 финала последнее, 8-е место с результатом 12,61, уступив 0,76 секунды попавшей в четвертьфинал с 6-го места Лидии де Веге с Филиппин. В беге на 200 метров заняла в забеге 1/8 финала последнее, 7-е место с результатом 25,88, уступив 1,20 секунды попавшей в четвертьфинал с 5-го места Нзаэли Комо из Танзании. В прыжках в длину заняла в квалификации последнее, 23-е место с результатом 5,21 — на 1,29 метра меньше норматива, дававшего право выступить в финале.
В 1987 году участвовала в чемпионате мира в Риме. В беге на 100 метров выбыла в квалификации (12,64).

## Личные рекорды
- Бег на 100 метров — 12,48 (1985)[6]
- Бег на 200 метров — 25,2 (1983)[6]
- Прыжки в длину — 5,53 (1986)[6]